# Lucjusz Kaniniusz Gallus
Lucjusz Kaniniusz Gallus (Lucius Caninius Gallus), polityk rzymski ostatnich dekad republiki. 
Jego imię (praenomen) Lucjusz znamy tylko z Kasjusza Dona, który wymieniając konsulów z roku 37 p.n.e. Marka Wipsaniusza Agrypę i Lucjusza Caniniusza Gallusa, nazywa tego ostatniego synem Lucjusza.
Gajusz Antoniusz Hybryda namiestnik prowincji Macedonia poniósł kilka porażek z rąk Dardanów i Bastarnów i dopuścił się tak wielkich zdzierstw, że po powrocie do Rzymu został oskarżony o nadużycia. Jako oskarżyciel wystąpił Kaniniusz i pomimo obrony prowadzonej przez Cycerona Gajusz Antoniusz został skazany i poszedł na wygnanie do Kefalenii. Pomimo tego Kaniniusz pojął za żonę córkę Antoniusza, Antonię.
W grudniu 59 p.n.e. senat rzymski, na wniosek trybuna ludowego Publiusza Klodiusza, uchwalił zajęcie Cypru i konfiskatę wszystkich znajdujących się na wyspie posiadłości młodszego Ptolemeusza. Wykonawcą woli Rzymu był Katon Młodszy a w jego sztabie znalazł się Kaniniusz. Katon wysłał go do Ptolemeusza z  misją przekonania tego ostatniego do ustąpienia bez walki. Po nieudanych zabiegach w Rzymie, Ptolemeusz popełnił samobójstwo na Cyprze, pozostawjając znaczne bogactwa. Katon nie mając pełnego zaufania do Kaniniusza, oddelegował na Cypr Marka Juniusza Brutusa dla nadzoru nad spieniężeniem skarbu po Ptolemeuszu. Kaniniusz okazał się jednak czysty i zyskał zaufanie Katona wiernością i doświadczeniem.
W 56 p.n.e. sprawował urząd trybuna ludowego. Rozpatrywano wówczas prośbę króla Egiptu Ptolemeusza Auletesa, który musiał opuścić Aleksandrię i udać się na wygnanie, o pomoc w przywróceniu królestwa. O wysłanie z pomocą Ptolemeuszowi zabiegał Publiusz Kornelisz Lentulus Spinter, konsul 57 p.n.e., namiestnik w randze prokonsula prowincji Cylicja. Wspierał go Cyceron a Kaniniusz reprezentował interesy Pompejusza. Lentulusowi nie udał się ten zamiar, raz przez przepowiednię Sybilińską, zabraniająca użycia wojska, dwa przez manewry polityczne zwolenników Pompejusza. W sporze z ówczesnym konsulem Gnejuszem Korneliuszem Lentulusem Marcelinusem, który był przeciwny powierzeniu tej sprawy Pompejuszowi, to właśnie trybun Kaniniusz zgłosił wniosek, żeby Pompejusz bez wojska i tylko z dwoma liktorami pogodził Aleksandryjczyków z królem. Wniosek ostatecznie nie został zrealizowany.
W 56 p.n.e. był postawiony przed sądem przez Marka Koloniusza pod nieznanymi nam zarzutami i został skazany pomimo obrony przez Cycerona.
W 51 p.n.e. Cyceron w drodze do Cylicji, której został namiestnikiem, spotkał w Atenach Kaniniusza. W liście do Marka Celiusza nazywa Kaniniusza swoim przyjacielem i pisze, że ten przez 10 dni dotrzymywał mu towarzystwa.
W czasie dyktatury Cezara Kaniniusz wrócił do Rzymu. Utrzymywał przyjacielskie stosunki z Cyceronem i Warronem, którzy powierzali mu listy do siebie. Kaninusz zmarł w listopadzie 44 p.n.e..

## Drzewo genealogiczne
|                                                                  |  |  |
| Gajusz Kaniniusz Gallus                                          |  |  |
|                                                                  |  |  |
|                                                                  |  |  |
| Lucjusz Kaniniusz Gallus tryb.pleb. 56 p.n.e. • 1.NN • 2.Antonia |  |  |
|                                                                  |  |  |
|                                                                  |  |  |
| 1 Lucjusz Kaniniusz Gallus konsul 37 p.n.e.                      |  |  |
|                                                                  |  |  |
|                                                                  |  |  |
| Lucjusz Kaniniusz Gallus kons. zast. 2 p.n.e.                    |  |  |
|                                                                  |  |  |
|                                                                  |  |  |